# Paul Fraenckel
Paul Fraenckel (Fränckel) (ur. 14 czerwca 1874 w Neapolu, zm. 10 września 1941 w Berlinie) – niemiecki lekarz, specjalista medycyny sądowej, profesor medycyny sądowej na Uniwersytecie Fryderyka Wilhelma w Berlinie.
Syn kupca Rudolfa Fraenckla. Ukończył gimnazjum we Frankfurcie nad Odrą. Studia medyczne odbywał na Uniwersytecie w Berlinie i Uniwersytecie w Heidelbergu. Tytuł doktora medycyny otrzymał 9 sierpnia 1898 w Berlinie po przedstawieniu rozprawy Über die Dauerresultate der vaginalen Totalexstirpation bei Carcinoma uteri. Pracował następnie jako asystent w klinice Uniwersytetu w Getyndze u Wilhelma Ebsteina, a potem w II klinice Charité pod kierunkiem Carla Gerhardta i Friedricha Krausa. Znalazł również pracę w Instytucie Farmakologii w Berlinie, kierowanym przez Fritza Straßmanna.
W 1909 habilitował się w dziedzinie medycyny sądowej. W 1914 został profesorem nadzwyczajnym. W 1926 roku jako następca Straßmanna został komisarycznym kierownikiem Instytutu Medycyny Sądowej. Był redaktorem czasopisma „Deutsche Zeitschrift für die gesamte gerichtliche Medizin”.
Na podstawie art. 4 Ustawy o obywatelstwie Rzeszy (Reichsbürgergesetz), wchodzącej w skład ustaw norymberskich, 19 października 1935 pozbawiono go prawa wykładania. W 1938 roku odebrano mu prawo wykonywania zawodu. Prawdopodobnie z powodu zaawansowanego wieku nie emigrował, pozostając w Berlinie.
Popełnił samobójstwo przez przedawkowanie weronalu i morfiny, na krótko przed wejściem w życie rozporządzenia nakazującego Żydom noszenie opasek z gwiazdą Dawida. Zmarł po trzech dniach w Szpitalu Marcina Lutra (Martin-Luther-Krankenhaus).

## Wybrane prace
- Über die Dauerresultate der vaginalen Totalexstirpation bei Carcinoma uteri, 1898
- Die Göttinger Typhusepidemie im Sommer 1900, 1901
- Medizin und Strafrecht: Ein Handbuch für Juristen, Laienrichter und Ärzte. P. Langenscheidt, 1911
- Über Gewerbekrankheiten und Gewerbehygiene. Berlin: Schoetz, 1915